# Ronaldo Lemos
Ronaldo Lemos (Araguari, 25 de março de 1976) é advogado especialista em tecnologia, professor, pesquisador e apresentador brasileiro, reconhecido internacionalmente por sua atuação em temas como propriedade intelectual, proteção de dados, inteligência artificial, mídia, políticas públicas e inovação.
Foi idealizador e articulador do Marco Civil da Internet, a primeira lei abrangente sobre tecnologia e internet no Brasil. É também um dos principais nomes no desenvolvimento regulatório da internet no Brasil. Foi Coautor do Plano Nacional de Internet das Coisas, além de ter liderado a elaboração da primeira legislação abrangente sobre inteligência artificial no país, a Lei Complementar nº 205/2025 do Estado de Goiás.
É mestre em direito pela Universidade de Harvard, bacharel e doutor em Direito pela Universidade de São Paulo. Fundou o Instituto de Tecnologia e Sociedade do Rio de Janeiro (ITS Rio), do qual é cientista-chefe. Foi professor de tecnologia e política pública na Universidade de Columbia em Nova Iorque, na SIPA (School of International and Public Affairs) e professor titular de tecnologia do Schwarzman College da Universidade Tsinghua em Pequim. No Brasil, foi professor de direito da informática da UERJ (Universidade do Estado do Rio de Janeiro) e professor titular de propriedade intelectual da Escola de Direito do Rio de Janeiro da Fundação Getulio Vargas no Rio de Janeiro, da qual foi um dos fundadores. Foi pesquisador visitante e representante do MIT Media Lab no Brasil, além de pesquisador visitante nas universidades de Princeton e Oxford.
Integrou os conselhos de diversas organizações, como a Mozilla Foundation, Access Now, Hospital Alemão Oswaldo Cruz. Atualmente integra o Conselho de Segurança do Spotify, o Conselho de Supervisão Independente da Meta, o Conselho da Fundação Stellar e o Conselho do Museu do Amanhã, dentre outros.
É colunista semanal e membro do Conselho Editorial da Folha de S .Paulo. É criador e apresentador do programa Expresso Futuro, série documental sobre inovação e tecnologia exibida semanalmente pelo Canal Futura, já exibida também pelo Fantástico.
Atuou na televisão em programas de diversas emissoras e publicou livros sobre vários temas, incluindo campos como direito, tecnologia e cultura. Atuou também como curador do festival de música Tim Festival (2005-2008) e atua hoje como curador do festival de música C6 Fest.
Em 2015, foi eleito pelo Fórum Económico Mundial como um dos Jovens Líderes Globais e tornou-se fellow da Ashoka. É advogado, coordenando a área de tecnologia do escritório Rennó Penteado. Foi presidente da Comissão de Tecnologia da Ordem dos Advogados do Brasil São Paulo (OAB-SP).
Sua atuação inclui a colaboração com organizações e empresas em diversas partes do mundo, incluindo a incorporação de tecnologias na administração pública.

## Biografia
Lemos estudou em escola estadual de Araguari até os dezesseis anos, quando se mudou para Uberlândia. Logo depois foi para São Paulo, onde morou por dez anos e cursou direito na USP.
Lemos criou o Centro de Tecnologia e Sociedade (CTS-FGV) em 2003. Foi diretor do CTS-FGV até 2013. Está à frente das atividades da Creative Commons no Brasil desde a adaptação da licença ao país em 2004. Fez mestrado em Harvard (EUA) sobre o tema e doutorado na USP. É o único latino-americano entre os nove integrantes da cúpula do Creative Commons - o conjunto de licenças que permite a um artista licenciar parte de seus direitos autorais. Participa de uma pesquisa internacional chamada Open Business. Integrou o corpo de fundadores da Escola de Direito da Fundação Getúlio Vargas no Rio de Janeiro em 2002.
Autor, dentre outros, do livro Direito, Tecnologia e Cultura, do livro Tecnobrega: O Pará Reinventando o Negócio da Música, e de diversos outros artigos em publicações nacionais e internacionais. Membro da Comissão de Comércio Eletrônico indicada pelo Ministério da Justiça. Foi também professor convidado no Centre for Brazilian Studies, em Oxford. Apontado pela revista Superinteressante como um dos novos pensadores do século 21.
Foi curador do TIM Festival entre 2005 e 2008. Fez parte do júri do Prêmio Sergio Motta de Arte e Tecnologia em 2009. É curador da Enciclopédia de Arte & Tecnologia do Itaú Cultural. Escreve semanalmente para a Folha de S.Paulo e mensalmente para a Revista Trip, além de contribuir para outras publicações como a revista Foreign Affairs, Bravo! e Harper´s Bazaar.
Lemos foi um dos principais criadores do Marco Civil da Internet, projeto de lei para regular a internet brasileira protegendo direitos civis, privacidade e a neutralidade da rede. O processo de redação do projeto de lei foi coordenado pelo Ministério da Justiça em parceria com o Centro de Tecnologia e Sociedade da FGV, à época dirigido por Lemos.
Em janeiro de 2011 Lemos tornou-se professor visitante da Universidade de Princeton, afiliado ao Center for Information Technology Policy (Centro para Políticas da Sociedade da Informação).
Foi nomeado em 1 de fevereiro de 2012 conselheiro membro do Conselho Nacional de Combate à Pirataria, coordenado pelo Ministério da Justiça. Foi nomeado pela Câmara dos Deputados em junho de 2012 como um dos membros titulares do Conselho Nacional de Comunicação, órgão criado pelo artigo 224 da Constituição Federal, com atribuição de elaborar estudos, pareceres e recomendações, entre outras solicitações dos parlamentares, sobre temas relacionados à comunicação, mídia e liberdade de expressão. Sua nomeação aconteceu como representante da sociedade civil, tendo como suplente o ex-ministro da cultura Juca Ferreira.
Lemos foi um dos co-autores do Plano Nacional de Internet das Coisas (IoT) comissionado pelo BNDES e pelo Ministério da Ciência, Tecnologia, Inovações e Comunicações (MCTIC). O plano foi elaborado pelo escritório de advocacia PNM Advogados (do qual Lemos era sócio à época), a consultoria McKinsey e o CPQD. Lemos foi responsável pelo capítulo tratando de aspectos regulatórios do plano, inlcuindo telecomunicações, proteção de dados e outros temas pertinentes a IoT. O plano foi publicado em maio de 2018 no 'site do BNDES.
É professor visitante na Universidade Columbia, nomeado em janeiro de 2017. Foi pesquisador visitante nas universidades de Princeton e Oxford. Foi professor titular e coordenador da área de propriedade intelectual da Escola de Direito da Fundação Getúlio Vargas no Rio de Janeiro. Em julho de 2013 tornou-se pesquisador visitante do MIT Media Lab e representante da diretoria do MIT Media Lab para o Brasil. Fundador do Overmundo, pelo qual recebeu o Golden Nica do Prix Ars Electronica na categoria Comunidades Digitais. Foi presidente do iCommons de 2006 a 2008,  organização voltada ao compartilhamento de conteúdo on-line.
Apresenta semanalmente na GloboNews o programa Navegador, focado em inovação, junto com Hermano Vianna e outros. Ronaldo apresentou na MTV Brasil um programa chamado Mod MTV, focando em tecnologia e tendências, que estreou no dia 25 de abril de 2011.

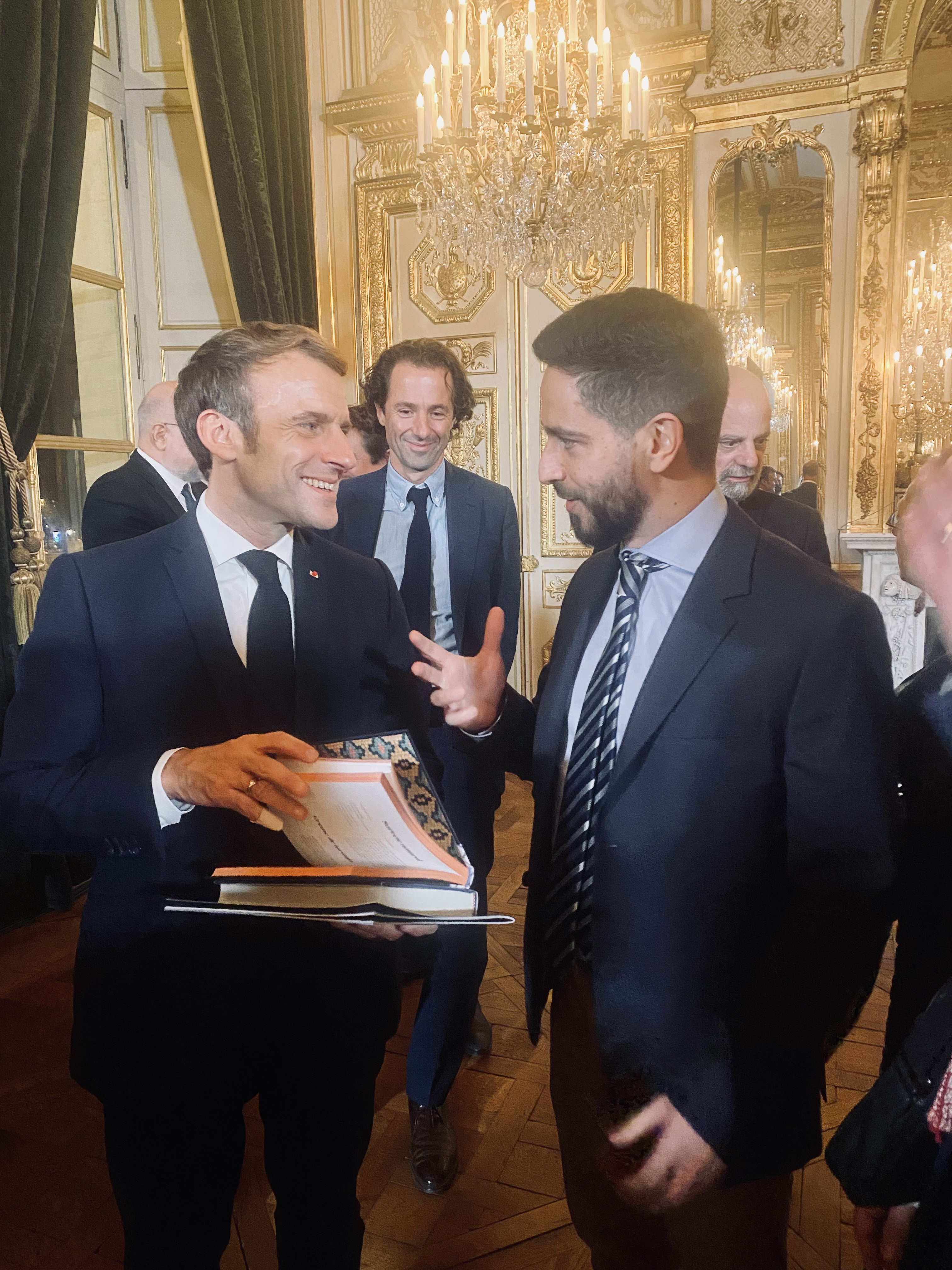
Emmanuel Macron e Ronaldo Lemos em 2021 no Palácio do Eliseu.

Foi um dos 13 membros do Conselho de Comunicação Social, criado pelo artigo 224 da Constituição Federal, tendo por atribuição elaborar estudos, pareceres e recomendações, entre outras solicitações dos parlamentares, sobre temas relacionados à comunicação, mídia e liberdade de expressão. No dia 15 de julho de 2015 foi reconduzido ao Conselho de Comunicação Social para seu segundo mandato e eleito Vice-Presidente do órgão. Foi também membro do Conselho Nacional de Combate à Pirataria, coordenado pelo Ministério da Justiça. É curador da Enciclopédia de Arte e Tecnologia do Itaú Cultural. Foi membro do Conselho de Administração de várias organizações, incluindo a Mozilla, Access Now, Stellar.org, Hospital Alemão Oswaldo Cruz, dentre outras.
Foi nomeado em 2015 um dos Jovens Líderes Globais - Young Global Leaders - pelo Fórum Econômico Mundial. Ronaldo Lemos foi nomeado em novembro de 2015 como um membro (fellow) da Ashoka, organização da sociedade civil global que reconhece e apoia o trabalho de empreendedores sociais.
Ronaldo Lemos é o apresentador e roteirista da série de documentários sobre tecnologia chamada Expresso Futuro, exibida pelo Canal Futura, Fantástico, Youtube e Globoplay. As duas primeiras temporadas da série foram gravadas em Nova York. A terceira temporada da série foi gravada na China, visitando mais de 10 cidades do país. A 4a temporada da série foi gravada pela internet em 2020, durante a pandemia de Covid-19. A série ganhou em 2019 o prêmio de melhor documentário pelo Festival Internacional de Televisão de Sichuan na China, o maior da Ásia.
Em maio de 2020 Lemos tornou-se um dos 20 membros inaugurais do Conselho de Supervisão do Facebook (Facebook Oversight Board). Em junho de 2020 Lemos foi apontado como Professor Titular de Tecnologia do Schwarzman College da Universidade Tsinghua em Pequim, oferecendo o curso "Tecnologia e Políticas Públicas em Países em Desenvolvimento".
Em 3 de janeiro de 2022 assumiu a presidência da Comissão de Tecnologia e Inovação da Ordem dos Advogados do Brasil (seccional de São Paulo). Em junho de 2022 tornou-se membro do conselho de segurança do Spotify, o Spotify Safety Advisory Council, sendo o único latino-americano a integrar o corpo da equipe.

## Contribuições na mídia

### Jornais, revistas e portais de informação
Ronaldo Lemos é colaborador da Folha de São Paulo desde 2004, tendo se tornado colunista do jornal em junho de 2009. Desde então, sua coluna tem sido dedicada a temas relacionados à tecnologia. Inicialmente publicada no caderno “Folhateen”, passou para o caderno “Tec” em 2013, e foi posteriormente integrada ao caderno “Mercado”, em 2014.
Em 2006, passou a contribuir com a Revista Trip, onde manteve uma coluna mensal sobre tecnologia, comportamento e cultura até março de 2020, quando a revista foi descontinuada.
Lemos também foi colaborador em diversos outros veículos, como Harper's Bazaar, Consultor Jurídico, JOTA, Observatório da Imprensa e Foreign Affairs.

### Televisão
Na televisão, atuou por uma década como comentarista de tecnologia no programa Estúdio i, da GloboNews. integrando a equipe desde a estreia da atração em 2008.
Em 2011, estreou como VJ da MTV Brasil apresentando as duas temporadas do programa Mod MTV, gravado em Nova Iorque e voltado para tendências tecnológicas.
Entre 2013 e 2015, integrou o time de apresentadores do programa semanal Navegador, da GloboNews. Em formato de mesa-redonda, a atração promovia debates sobre inovação a partir de perspectivas culturais, tecnológicas, políticas e sociais, com a participação de Alê Youssef, José Marcelo Zacchi e Hermano Vianna.
Durante esse período, Lemos também atuou como corroteirista e participou regularmente do programa Esquenta!, da Rede Globo, onde ganhou destaque em 2014 com o quadro “O que queremos para o Brasil”.
Desde 2017, Ronaldo Lemos apresenta o Expresso Futuro, série documental sobre tecnologia e inovação exibida anualmente pelo Canal Futura, com temporadas selecionadas também transmitidas pelo Fantástico. Idealizado e roteirizado por ele, o programa acompanha Ronaldo Lemos em viagens por diferentes países e continentes, em busca das principais tendências tecnológicas e culturais emergentes. Nesse contexto, o programa antecipou, por exemplo, discussões sobre pagamentos instantâneos e modelos de negócios baseados em  live streaming, antes mesmo desses se tornarem uma realidade no Brasil. Expresso Futuro foi reconhecido internacionalmente, tendo vencido o Prêmio TAL e o Golden Panda, honraria equivalente ao Emmy Award na China.

### Podcast
Em maio de 2025, passou a apresentar o podcast Neural, ao lado da jornalista Patrícia Campos Mello. O programa semanal aborda temas contemporâneos nos campos da tecnologia, política, economia e comportamento.

## Principais contribuições legislativas no Brasil

### Marco Civil da Internet
Reconhecido como idealizador e principal articulador do Marco Civil da Internet, desempenhou papel central na iniciativa que resultou na regulamentação jurídica dos direitos e responsabilidades dos usuários da internet no Brasil, por meio da Lei nº 12.965/2014. Em 2007, firmou uma parceria com a Secretaria de Assuntos Legislativos do Ministério da Justiça, com a qual desenvolveu um inovador modelo de participação popular na construção de bases de projetos de lei através de consultas publicas feitas pela internet. A partir das contribuições recebidas durante a consulta pública do Marco Civil da Internet, realizada entre 2009 e 2010, elaborou a primeira versão do anteprojeto da lei que foi sancionada em 2014.

### Lei de Inteligência Artificial do Estado de Goiás
Liderou a elaboração da primeira legislação estadual sobre inteligência artificial no Brasil, a Lei Complementar nº 205/2025, aprovada em maio de 2025 pelo Estado de Goiás. A proposta foi construída por meio de uma consulta pública coordenada pelo Instituto de Tecnologia e Sociedade do Rio de Janeiro (ITS Rio) e pela Abranet, com Ronaldo atuando como principal articulador do processo. Entre os pontos centrais da nova lei estão a prioridade para modelos abertos de inteligência artificial, a inclusão do ensino de IA no currículo das escolas públicas e a adoção de medidas que incentivem o uso de energia renovável na operação de datacenters.

### Plano Nacional de Internet das Coisas
Em 2016, iniciou, em parceria com a McKinsey & Company e o Centro de Pesquisa e Desenvolvimento em Telecomunicações (CPqD), as ações para a formalização do Plano Nacional de Internet das Coisas, por meio de um convênio firmado entre o Banco Nacional de Desenvolvimento Econômico e Social (BNDES) e o Ministério de Ciência, Tecnologia, Inovações e Comunicações (MCTI). O resultado do trabalho, do qual foi coautor, foi divulgado em maio de 2018 no site do BNDES e, após ser encaminhado à Casa Civil, foi instituído como Decreto nº 9.854/2019 no ano seguinte.

### Lei Geral de Proteção de Dados Pessoais
Engajou-se ativamente na defesa da implementação da Lei Geral de Proteção de Dados Pessoais, idealizada pelo professor e advogado Danilo Doneda. Nesse contexto, coordenou a equipe acadêmica responsável por auxiliar o governo federal na coleta de informações públicas sobre o anteprojeto da lei, que viria a ser sancionada anos depois, em 2018.

### Licenças Creative Commons
Em 2004, liderou o projeto que introduziu o licenciamento Creative Commons, oferecendo aos autores diversas opções para licenciar suas obras de propriedade intelectual. Foi também responsável por traduzir e adaptar a versão 2.0 das licenças ao ordenamento jurídico brasileiro, tornando o país o terceiro do mundo a adotar esse modelo flexível de licenciamento de bens intelectuais. Em 2010, traduziu e oficializou a versão 3.0 das licenças.

### Licenças de software livre para o governo federal
Também em 2004, atuou no desenvolvimento das licenças adotadas pelo governo federal para o licenciamento de softwares em regime livre. Por meio de um acordo firmado entre a Free Software Foundation e o Instituto Nacional de Tecnologia da Informação, com o objetivo de atender às demandas do governo federal nesse segmento, foi responsável por traduzir e adaptar para o português os textos das licenças da Free Software Foundation e combiná-las às licenças Creative Commons. Desse desenvolvimento, inédito em escala mundial, surgiram as licenças híbridas CC-GNU-GPL e CC-GNU-LGPL, que fundamentaram os programas de software livre e software público no Brasil, no âmbito do governo federal.

### Lei de Direitos Autorais
Elaborou o anteprojeto sobre gestão coletiva de direitos autorais que integrou o relatório final da "CPI do ECAD", que culminou na implementação da nova Lei dos Direitos Autorais em 2013, a Lei nº 12.853/2013. Entre as previsões da lei estão a redução das taxas cobradas pelo ECAD, o aumento da fiscalização da entidade por sindicatos e órgãos públicos, e a ampliação dos direitos dos autores sobre suas obras.

### Mudamos
Por meio do Instituto de Tecnologia e Sociedade do Rio de Janeiro (ITS Rio), criou a ferramenta digital Mudamos, que viabilizou a participação cidadã na assinatura de projetos de lei de iniciativa popular pela internet. O objetivo era simplificar a coleta das assinaturas exigidas para que esses projetos fossem submetidos às Casas Legislativas competentes. A plataforma funcionava simultaneamente como repositório de propostas de lei e como meio para sua assinatura digital.

## Nomeações e participações em Conselhos

### Nomeações
Em julho de 2003, foi indicado pela Secretaria de Direito Econômico e designado pelo Ministério da Justiça como um dos quatro membros inaugurais da Comissão de Proteção ao Consumidor no Comércio Eletrônico.
Em 30 de dezembro de 2006, foi nomeado presidente da organização mundial iCommons, durante uma reunião do Conselho realizada em Berlim. Permaneceu no cargo durante um biênio.
Em 8 de agosto de 2012, foi nomeado membro titular do Conselho de Comunicação Social, representando a sociedade civil na terceira composição do órgão auxiliar do Congresso Nacional.

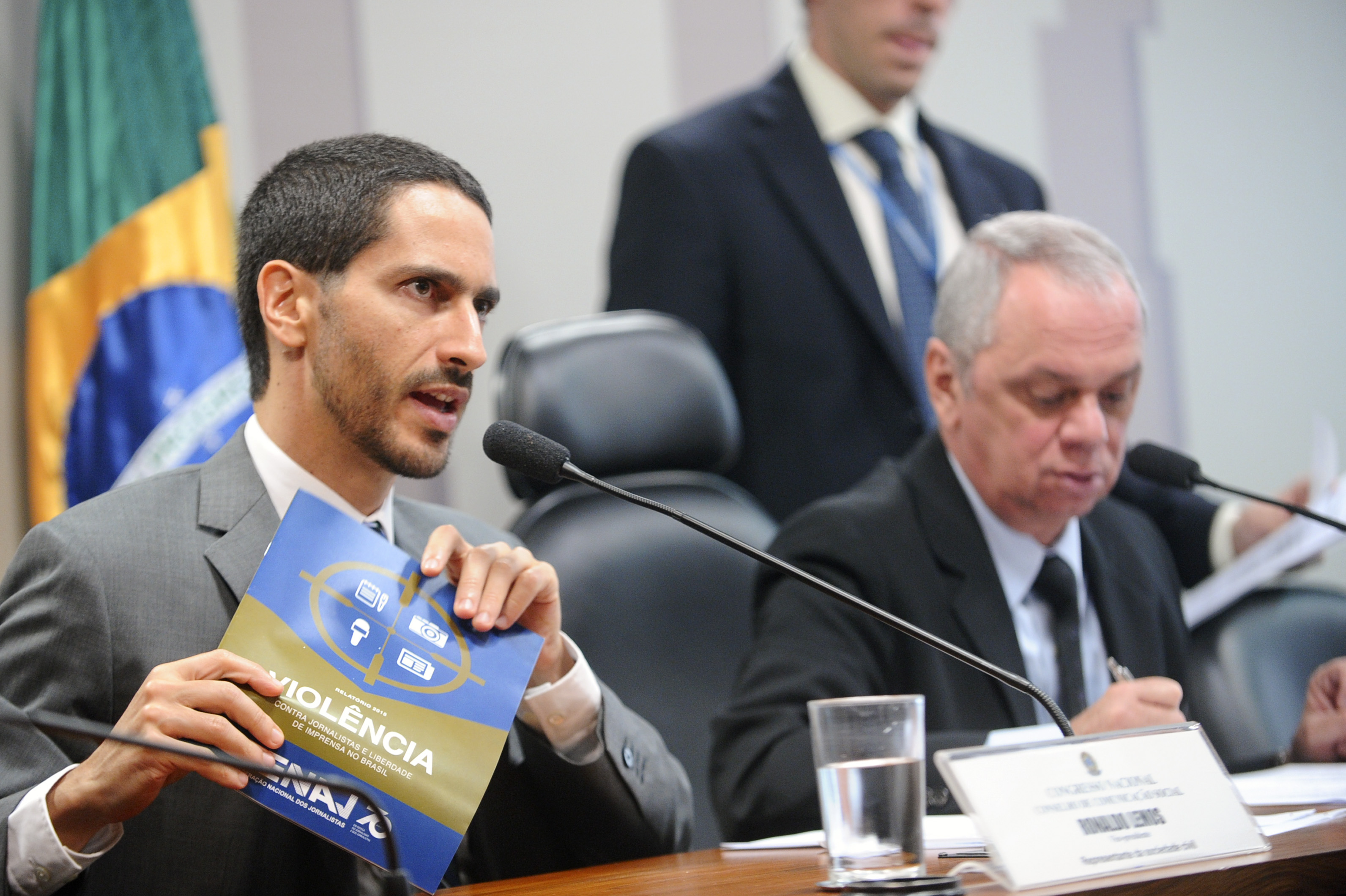
Ronaldo Lemos, na condição de vice-presidente do Conselho de Comunicação Social, e o presidente Miguel Ângelo Cançado durante audiência pública realizada em 2015.

Em 6 de maio de 2013, foi anunciado como representante nacional do MIT Media Lab. Atuou em pesquisas promovidas pelo Centro para Mídia Cívica do MIT até meados de 2017.
Em janeiro de 2015, foi reconhecido como Jovem Líder Global durante o Fórum Econômico Mundial, em Davos, Suíça.
Em 15 de julho do mesmo ano, foi reconduzido ao Conselho de Comunicação Social para um segundo mandato, assumindo a vice-presidência do biênio.
Ainda em 2015, tornou-se fellow da Ashoka. A apresentação oficial ocorreu em 17 de junho de 2016, durante uma conferência promovida pela instituição em São Paulo.
Em 3 de janeiro de 2022, assumiu a presidência da Comissão de Tecnologia e Inovação da Ordem dos Advogados do Brasil, seção São Paulo.
Em 2025, foi nomeado coordenador do Conselho de Alto Nível de Tecnologia, Inovação e Clima pela Presidência da COP30, que propôs a criação de uma infraestrutura digital pública para a gestão da questão climática.

### Participações em Conselhos
Em 2006, passou a integrar o Conselho do iCommons, organização responsável por coordenar a expansão global do projeto Creative Commons.
Em 1º de fevereiro de 2012, integrou o Conselho Nacional de Combate à Pirataria e Delitos contra a Propriedade Intelectual, órgão coordenado pelo Ministério da Justiça. Esteve no Conselho como representante do CTS da FGV.
Em 2013, tornou-se membro do Conselho Administrativo da Access Now, organização internacional dedicada à defesa dos direitos digitais civis. Permaneceu no cargo até, pelo menos, o final de 2017.
Em maio de 2014, foi convidado por Mitchell Baker, presidente da Mozilla Foundation, a integrar o Conselho da instituição, onde permaneceu até fevereiro de 2020. Desde 2005, já colaborava com a expansão dos projetos da Mozilla no Brasil.
Entre 2016 e 2018, foi membro do Conselho Deliberativo do Hospital Alemão Oswaldo Cruz.
Ao menos desde 2018, é membro do Conselho do Museu do Amanhã. Iniciou no Conselho Científico e, posteriormente, passou a integrar o Conselho Consultivo.
Em abril de 2020, tornou-se membro do Conselho administrativo da Stellar Development Foundation, organização que visa otimizar serviços financeiros por meio da tecnologia blockchain. Atuava como consultor da fundação desde sua fundação em 2014.
Em maio de 2020, passou a integrar o Oversight Board, Conselho de Supervisão do Meta, responsável por revisar decisões sobre moderação de conteúdo no Facebook e Instagram. Foi o único brasileiro entre os vinte membros inaugurais.
Em setembro de 2021, tornou-se membro da 34ª composição do Conselho Editorial da Folha de S.Paulo.
Em junho de 2022, foi anunciado como membro inaugural do Spotify Safety Advisory Council, responsável por analisar e relatar conteúdos controversos relacionados a discurso de ódio, desinformação, extremismo e abuso online. Foi novamente o único brasileiro entre os dezoito membros iniciais.
Em 2024, fundou o Conselho de Inteligência Artificial e Sociedade (CIAS), entidade composta por lideranças de diversos setores e responsável por conduzir uma consulta pública para orientar o futuro da regulação da inteligência artificial no Brasil.

## Ramificações de carreira

### Atuação em escritórios de advocacia
A primeira experiência de Ronaldo Lemos em escritórios de advocacia ocorreu em 1996, quando iniciou um estágio no setor de telecomunicações do escritório Suchodolski Advogados Associados, em São Paulo. A colaboração se estendeu até sua partida para os Estados Unidos, em 2001, quando foi admitido no mestrado da Universidade Harvard. Nesse período, Lemos chegou a tornar-se sócio do escritório.
Após mais de uma década, retomou sua atuação na advocacia em 2012, ao se associar ao escritório Pereira Neto | Macedo Advogados. Lá, passou a liderar as áreas de mídia e propriedade intelectual. Em 2020, Lemos e sua equipe migraram para o escritório Rennó Penteado Sampaio Advogados, no Rio de Janeiro, onde assumiu o cargo de sócio responsável pela área de tecnologia.

### Atuação como professor e pesquisador em instituições de ensino superior
Lemos iniciou sua carreira profissional em instituições de ensino na Universidade de São Paulo, onde atuou como professor auxiliar da disciplina de Sociologia Jurídica entre 1999 e 2000. Em seguida, ingressou como um dos fundadores da Escola de Direito do Rio de Janeiro da Fundação Getulio Vargas, em 2002. Inicialmente, atuou como coordenador do curso de Direito e Tecnologia e, após a conclusão de seu doutorado, tornou-se professor titular na área de propriedade intelectual, ministrando aulas para a graduação e pós-graduação até 2013.
Ainda em 2013, tornou-se professor de Direito da Informática da Universidade do Estado do Rio de Janeiro (UERJ) , por meio de concurso público, onde permaneceu até 2024.
Em 2017, foi professor visitante na Escola de Relações Públicas e Internacionais (SIPA)  da Universidade de Columbia, em Nova Iorque, ocupando a cadeira Edward Larocque Tinker. Lá, ministrou até 2020 o curso "Tech Policy and Culture in the Developing World: Living on the Edge".
Em 2020, Lemos passou a integrar o corpo docente do Schwarzman College da Universidade Tsinghua, em Pequim, como professor titular de tecnologia, onde lecionou o curso de pós-graduação "Technology Policy in the Developing World".
Como pesquisador visitante, esteve na Universidade de Oxford, onde desenvolveu atividades ligadas à propriedade intelectual, direito, tecnologia e cultura. Entre 2011 e 2012, foi pesquisador visitante no  Centro para Políticas da Sociedade da Informação (CITP) da Universidade de Princeton, em Nova Jersey. onde ministrou aulas sobre propriedade intelectual, privacidade, cultura e inovação. Entre 2020 e 2022, também atuou como pesquisador adjunto sênior na SIPA, da Universidade de Columbia.

### Curadoria e organização de eventos sobre tecnologia
Em março de 2003, Lemos organizou a edição brasileira do seminário I-Law (“Internet Law”), com foco nas leis da internet. O projeto foi viabilizado por meio de uma parceria entre a Direito Rio e o Berkman Klein Center for Internet & Society da Universidade de Harvard. O objetivo era oferecer a representantes do setor de internet e profissionais do Direito uma compreensão aprofundada do ambiente jurídico relacionado à rede. O seminário foi realizado no hotel Meridien, em Copacabana, e reuniu, durante cinco dias, especialistas mundiais como Lawrence Lessig, criador do Creative Commons; Charles Nesson, fundador do Berkman Center; John Perry Barlow, letrista do Grateful Dead e fundador da Electronic Frontier Foundation; além dos professores da Harvard Law School Yochai Benkler, Jonathan Zittrain e William Fisher III. Lemos liderou o painel “Current Controversies in Brazil” (Controvérsias Atuais no Brasil) e atuou como interlocutor no painel “Speech on the Internet” (Discurso na Internet), organizado pelo fundador do Creative Commons. Entre os participantes estavam Gilberto Gil, então ministro da Cultura; a escritora Cora Rónai; os professores Silvio Meira e Joaquim Falcão; o presidente da Anatel, Luiz Guilherme Schymura; o diretor da Microsoft, Jason Matusow; entre outros.

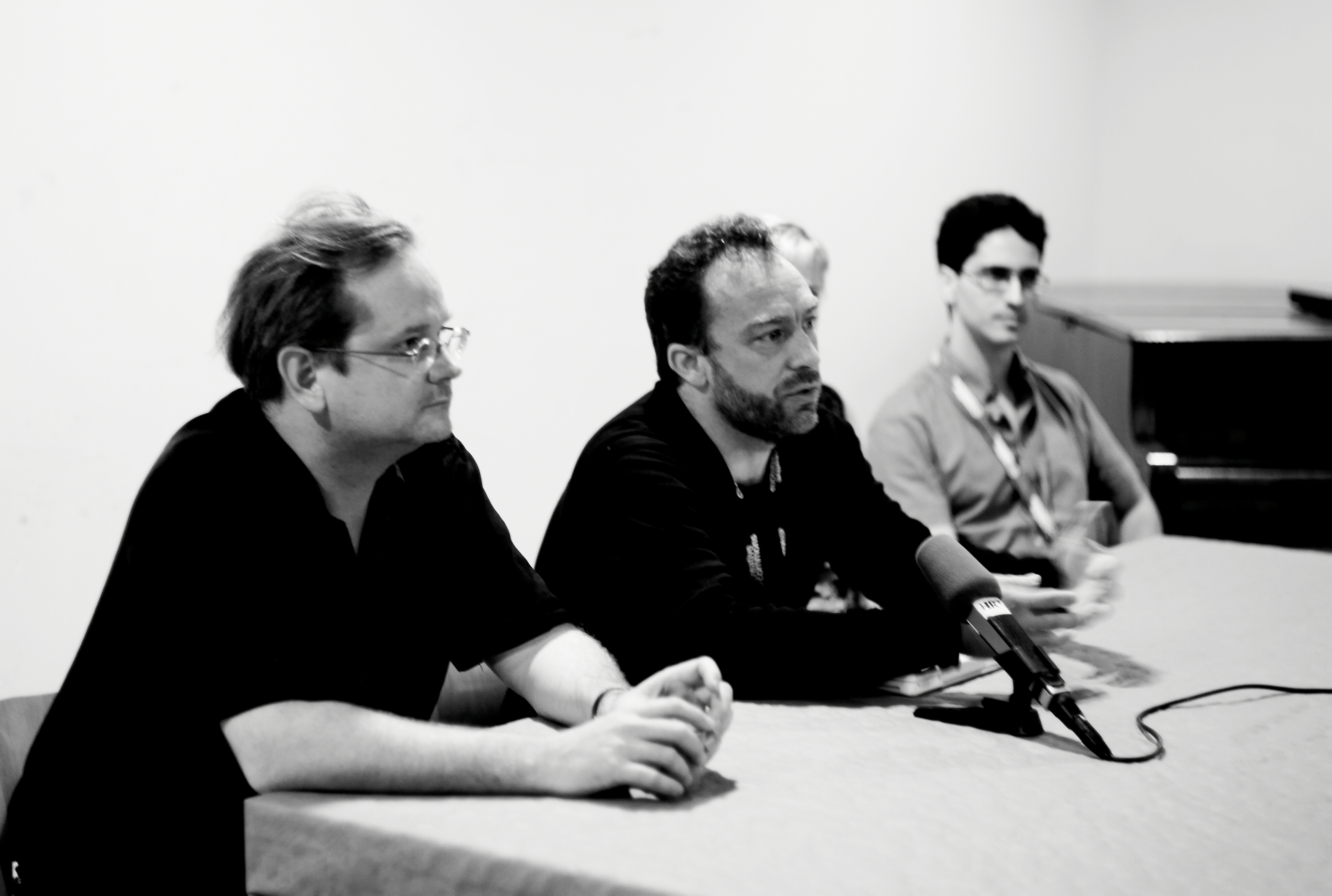
Lawrence Lessig, Jimmy Wales e Ronaldo Lemos estiveram presentes no iSummit, realizado em Dubrovnik em 2007.

Em junho de 2006, Lemos organizou a edição brasileira do iSummit, o maior encontro mundial de cultura livre, promovido pelo iCommons. O evento ocorreu no hotel Marriott, em Copacabana, e reuniu representantes de 49 países para debater o compartilhamento do conhecimento e novas formas de produzir e distribuir obras e conteúdos informativos ao longo de três dias. Também foram apresentadas aplicações práticas do licenciamento Creative Commons em diversos segmentos. Entre os palestrantes estavam Jimmy Wales, fundador da Wikipédia; James Boyle, fundador do Centro para o Estudo do Domínio Público da Universidade Duke; Cory Doctorow, escritor e editor do blog Boing Boing; James Love, diretor da Knowledge Ecology International; John Wilbanks, diretor da Biogen Idec; Gilberto Gil; e Lawrence Lessig, fundador do Creative Commons.
Sob a curadoria de Lemos, foram realizadas duas edições do festival multimídia de cultura livre “Criei, Tive Como!”, ambas integradas ao Fórum Internacional Software Livre, em Porto Alegre, nos anos de 2006 e 2007.
Durante a edição brasileira do festival espanhol Sónar, em 2015, assumiu a curadoria da programação do Sónar+D, conferência internacional voltada para as indústrias tecnológica, criativa e artística.
Em 2018, Lemos organizou e atuou como curador do “GovTech Brasil”, evento que reuniu palestrantes internacionais e líderes nacionais para discutir métodos de inclusão da tecnologia na gestão pública. Entre os participantes estavam Toomas Hendrik Ilves, ex-presidente da Estónia – um dos países mais digitais do mundo; Marina Silva, ex-senadora e fundadora da Rede Sustentabilidade; Armínio Fraga, ex-presidente do Banco Central do Brasil; Raul Jungmann, então ministro da Segurança Pública; Ilona Szabó, diretora executiva do Instituto Igarapé; Patrícia Ellen, CEO da Optum; Marcos Lisboa, presidente do  Insper; e Ricardo Paes de Barros, coordenador da Cátedra Instituto Ayrton Senna.

### Curadoria e organização de eventos culturais
Em 2004, Lemos co-organizou um concerto em Nova Iorque com o objetivo de arrecadar fundos para o Creative Commons, em parceria com a revista Wired. O evento contou com apresentações de Gilberto Gil e David Byrne, integrante da banda Talking Heads.
No ano seguinte, em 2005, assumiu o papel de curador do Tim Festival. A partir de então, passou a atuar anualmente na seleção das bandas e na modernização do festival, permanecendo até sua última edição, em 2008.  Com sua contribuição, bandas como Strokes, Arctic Monkeys, Arcade Fire e Kings of Leon se apresentaram no Brasil pela primeira vez.
A partir de 2007, integrou a equipe de curadores convidados do FILE Hipersônica, segmento do Festival Internacional da Linguagem Eletrônica (FILE)  voltado a manifestações musicais, sonoras, visuais e performáticas da arte eletrônica.
Também atuou como curador nas duas edições do festival associado ao prêmio cultural Movimento HotSpot, realizadas em 2012 e 2013.
Em 2023, tornou-se um dos curadores do C6 Fest, festival idealizado como sucessor do extinto Free Jazz Festival, realizado entre 1985 e 2001. Permanece nessa função até o presente.

### Curadoria de conteúdos informativos
Lemos atuou como curador da Enciclopédia Itaú Cultural de Arte e Tecnologia entre 2010 e 2012. Também organizou uma das edições da revista Observatório Itaú Cultural.

### Participação em bancas de comissões julgadoras
Em 2006 e 2007, participou do júri do Memefest, Festival Internacional de Comunicação Radical realizado na Eslovênia.
No Brasil, participou do júri do 8º Prêmio Sérgio Motta de Arte e Tecnologia, em 2009. Em 2015, participou do júri do Prêmio Abril de Jornalismo.  Em 2022, participou do júri do 18º Prêmio Empreendedor Social, promovido pela Folha de São Paulo.

### Criações institucionais e empreendimentos
Lemos foi um dos fundadores da Escola de Direito da Fundação Getulio Vargas no Rio de Janeiro, a Direito Rio, inaugurada em 2002.
Em 2003, criou o Centro de Tecnologia e Sociedade (CTS) da Fundação Getulio Vargas. O lançamento oficial do CTS ocorreu em 28 de abril de 2004, durante a Semana de Capacitação e Desenvolvimento em Software Livre, realizada em Brasília. Lemos dirigiu o centro desde sua fundação até 2013.
Em 6 de março de 2006, lançou o site colaborativo multicultural Overmundo, em parceria com Hermano Vianna, Alê Youssef e José Marcelo Zacchi, projeto pelo qual recebeu o Prix Ars Electronica em 2007.
Em 2013, fundou o Instituto de Tecnologia e Sociedade do Rio (ITS Rio), dedicado ao estudo do impacto e do futuro da tecnologia no Brasil e no mundo. A instituição trabalha em colaboração com várias organizações globais no desenvolvimento de ferramentas tecnológicas e na organização de eventos científicos sobre democracia, direito e tecnologia.

### Carreira como escritor
Ao longo de sua carreira, Lemos publicou diversas obras que abordam uma ampla gama de temas relacionados ao direito, tecnologia e cultura. Suas duas primeiras publicações surgiram durante o mestrado e o doutorado, em colaboração com Ivo Waisberg. Orientado pela regulamentação jurídica aplicada à tecnologia, organizou estudos mundiais sobre a evolução do comércio eletrônico, que resultaram no livro Comércio Eletrônico, publicado em 2001, e sobre o intermédio jurídico em disputas de domínios virtuais, que originaram o livro Conflitos Sobre Nomes de Domínio e Outras Questões Jurídicas da Internet, publicado em 2002.
Em 2005, lançou sua primeira obra individual, Direito, Tecnologia e Cultura, na qual aprofundou propostas para a reforma da propriedade intelectual, abordando problemas jurídicos decorrentes do descompasso entre avanços tecnológicos e as instituições do direito autoral.
Nos anos seguintes, suas publicações derivaram de projetos desenvolvidos no Centro de Tecnologia e Sociedade da Fundação Getulio Vargas. Entre elas, destaca-se Direito do Software Livre e a Administração Pública, publicado em 2007, fruto de um estudo encomendado pelo Instituto Nacional de Tecnologia da Informação (ITI) sobre a origem, conceito e utilização do software livre.
Em 2008, em parceria com a jornalista Oona Castro, lançou Tecnobrega: o Pará Reinventando o Negócio da Música, reunindo parte dos estudos do projeto Open Business sobre formas alternativas de distribuição musical que popularizaram o tecnobrega no Brasil sem a intervenção de grandes gravadoras.
Também organizou pesquisas relacionadas ao projeto Cultura Livre que exploraram o impacto da evolução tecnológica no mercado cinematográfico, resultando na obra Três Dimensões do Cinema, publicada em 2010.
Ainda no âmbito do Centro de Tecnologia e Sociedade, coordenou o livro Pontos de Cultura e Lan-Houses (2011), fruto de pesquisas sobre a expansão do acesso à cultura digital por meio das lan houses, realizadas no projeto Tecnologia, Democracia e Desigualdade Social: Melhores Práticas e Políticas Públicas, financiado pela Agência Financiadora de Estudos e Projetos (FINEP).
Em 2012, lançou Futuros Possíveis, coletânea com mais de 300 artigos publicados ao longo dos anos na Folha de S.Paulo, na revista Trip e no site Overmundo, incluindo textos inéditos.
Em 2014, em colaboração com o sociólogo Massimo di Felice, publicou A Vida em Rede, que explora as mudanças sociais diante dos avanços tecnológicos.
Posteriormente, participou da elaboração de uma série de livros relacionados ao Marco Civil da Internet, começando com Marco Civil da Internet, co-coordenado com George Salomão Leite e publicado em 2014.
Em 2015, com pesquisadores do ITS Rio, lançou Understanding Brazil’s Internet Bill of Rights, livro em inglês que apresenta a legislação brasileira ao público internacional. Em 2017, essa obra foi revisada e ampliada, sendo publicada como Brazil’s Internet Bill of Rights: A Closer Look.
Em 2016, em coautoria com Carlos Affonso Souza, publicou Marco Civil da Internet: Construção e Aplicação, detalhando as metodologias utilizadas no desenvolvimento do Marco Civil da Internet, desde a concepção até a regulamentação final. Sobre o tema, também coordenou Marco Civil da Internet: Jurisprudência Comentada, publicado em 2017.
Em parceria com Daniel Marques, coordenou a obra Open Justice na Era da Hiperconectividade, lançada em 2023. O livro aborda oportunidades e desafios técnicos, jurídicos e legais relacionados à construção de uma cultura de dados, destacando seu potencial para promover segurança jurídica, inovação no direito e melhoria do acesso aos tribunais. O prefácio foi escrito pelo ministro Luiz Fux, do Supremo Tribunal Federal (STF).
Além disso, Lemos contribuiu para várias outras obras, incluindo Arte Censura Liberdade: Reflexões à Luz do Presente (2018), Dicionário da República (2019), organizado por Heloisa Starling e Lili Schwarz, Democracia em Risco? (2019), também organizado por Heloisa Starling e Lili Schwarz, Compliance e Políticas de Proteção de Dados (2021) e Supremo 4.0 (2022).

## Prêmios e reconhecimentos

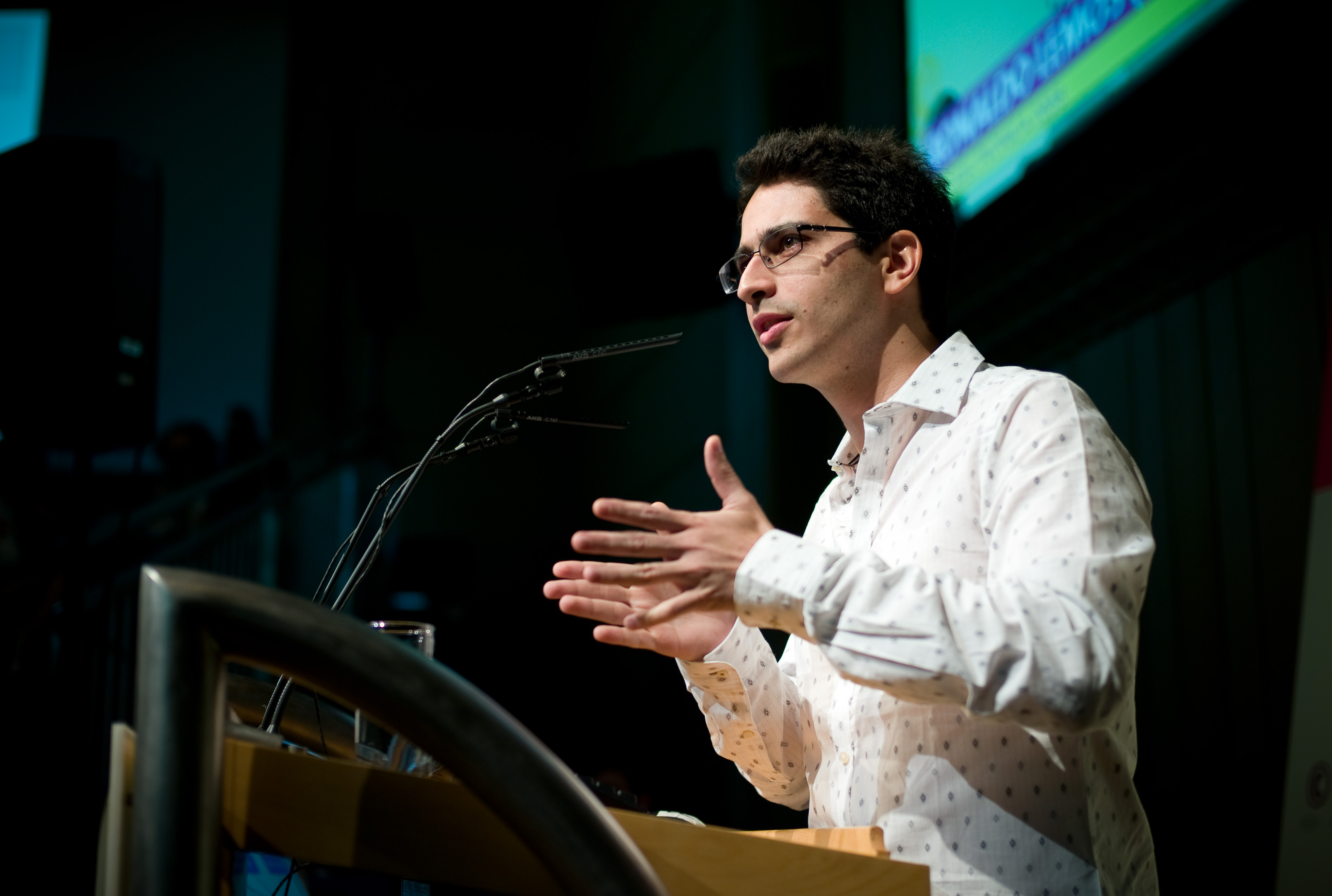
Ronaldo Lemos falando no Prix Ars Electronica na Áustria em 2007

Pela criação do site Overmundo, Lemos recebeu, em 2007, o prêmio internacional Golden Nica, concedido pelo Prix Ars Electronica em cerimônia realizada na Áustria.
Em 2016, foi agraciado com o Prêmio do Desafio de Impacto Social do Google, graças à plataforma Mudamos. Com essa iniciativa, também venceu o Prêmio Gol Novos Tempos e foi finalista do Prêmio Empreendedor Social em 2017.
Em 2019, o programa Expresso Futuro lhe rendeu o Gold Panda, principal prêmio do Festival de TV de Sichuan, o maior da Ásia. No mesmo ano, recebeu ainda o Prêmio TAL, concedido pela Televisão América Latina.
Em 29 de julho de 2025, foi agraciado com a Grã-Ordem do Mérito Anhanguera, a mais alta honraria concedida pelo governo do estado de Goiás. O reconhecimento se deve à sua contribuição na formulação da Lei de Inteligência Artificial do Estado de Goiás (Lei Complementar nº 205/2025), o primeiro marco legal amplo no Brasil voltado à inteligência artificial. A mesma comenda foi dada à escritora Cora Coralina em 1978.
Lemos figura, de forma recorrente, entre os advogados mais admirados do Brasil, segundo as pesquisas da Análise Advocacia. Além disso, obtém destaque nos rankings brasileiro e latino-americano da Chambers and Partners, empresa britânica especializada em pesquisar e classificar advogados e escritórios ao redor do mundo.

## Obras Publicadas
| 2001 | Comércio Eletrônico Revista dos Tribunais e Instituto dos Advogados de São Paulo ISBN: 852032066X                              |
| 2002 | Conflitos Sobre Nomes de Domínio: e Outras Questões Jurídicas da Internet Revista dos Tribunais e FGV Editora ISBN: 8520323251 |
| 2005 | Direito, Tecnologia e Cultura FGV Editora ISBN: 8522505160                                                                     |
| 2007 | Direito do Software Livre e a Administração Pública Lumen Juris ISBN: 9788537500491                                            |
| 2008 | Tecnobrega: O Para Reinventando o Negócio da Música Aeroplano Editora e Consultoria ISBN: 9788578200077                        |
| 2010 | Três Dimensões do Cinema: Economia, Direitos Autorais e Tecnologia FGV Editora ISBN: 9788522508082                             |
| 2011 | Pontos de Cultura e Lan-houses: Estruturas para inovação na Base da Pirâmide Social FGV Editora ISBN: 9780984904402            |
| 2012 | Futuros Possíveis - Mídia, Cultura, Sociedade, Direitos Editora Sulina ISBN: 9788520506592                                     |
| 2014 | A Vida em Rede Editora Papirus 7 Mares ISBN: 9788561773618                                                                     |
| 2014 | Marco Civil da Internet Editora Atlas ISBN: 9788522493395                                                                      |
| 2015 | Understanding Brazil’s Internet Bill of Rights ITS Rio ISBN: 9788555960000                                                     |
| 2016 | Marco Civil da Internet: Construção e Aplicação Editar Editora Associada ISBN: 9788578511562                                   |
| 2017 | Brazil’s Internet Bill of Rights: A Closer Look ITS Rio ISBN: 9788578511722                                                    |
| 2017 | Marco Civil da Internet: Jurisprudência Comentada Revista dos Tribunais ISBN: 9788520372012                                    |
| 2023 | Open Justice na Era da Hiperconectividade Revista dos Tribunais ISBN: 9786526000106                                            |